# Premio Vinti
Il premio Vinti è un premio intestato alla memoria di Calogero Vinti, che viene assegnato dall'Unione matematica italiana a cultori di scienze matematiche.
Possono partecipare al concorso i cultori di analisi matematica, aventi cittadinanza italiana, che non abbiano superato l'età di 40 anni.
Il premio, di cadenza quadriennale, viene assegnato da una commissione nominata dall'Ufficio di Presidenza dell'Unione Matematica Italiana.

## Elenco dei vincitori
- 1998 - Riccardo De Arcangelis
- 2002 - Susanna Terracini
- 2006 - Stefano Bianchini
- 2010 - Massimiliano Berti
- 2015 - Ulisse Stefanelli
- 2019 - Filippo Santambrogio
- 2022 - Emanuele Nunzio Spadaro